# Mala palata Zmajević
Mala palata Zmajević  ("donja kuća Zmajevića") je palata peraškog bratstva (kazade) Zmajević.
Nalazi se u zapadnom dijelu Perasta, u Penčićima uz obalu. Preko puta, obalom prema zapadu je palata Lučić-Kolović-Matikola, uz brdo su kapela sv. Križa, palata Zmajević i crkva Gospe od Ružarija. Obalom prema istoku je palata Smekja, a preko puta palata Chismae-Štukanović.
Danas služi u stambene svrhe.